# Wim de Vos
Wim de Vos (Tilburg, 18 maart 1968) is een Nederlands voormalig wielrenner.
De Vos ging naar de LTS in Oosterhout en daarna naar Avans Hogeschool in Tilburg.
Na het wielrennen begon hij zijn eigen fietsenwinkel in zijn woonplaats Oosterhout.

## Belangrijkste overwinningen

### Mountainbiken
1990
- Nederlands kampioen MTB

1993
- Nederlands kampioenschap MTB

### Veldrijden
1992 - 1993
- Contern
- Wereldkampioenschap veldrijden

1995 - 1996
- Pilzen, Superprestige veldrijden
- Gavere - Asper, Superprestige veldrijden
- Nederlands Kampioenschap Veldrijden

1996 - 1997
- Lieshout
- Nederlands kampioenschap Veldrijden

1997 - 1998
- Nederlands kampioenschap Veldrijden

1998 - 1999
- Obergögsen, Wereldbeker veldrijden
- Nederlands kampioenschap Veldrijden

1999 - 2000
- Steinmaur
- Nederlands kampioenschap Veldrijden

2000 - 2001
- Nederlands kampioenschap Veldrijden

2001 - 2002
- Nederlands kampioenschap Veldrijden

de Vos · Van Santvliet · Wellens
de Vos · Van Santvliet · Vervecken · B.Wellens · G.Wellens
de Vos · Van Santvliet · Vervecken · B.Wellens · G.Wellens
de Vos · Jacobs · Van Santvliet · Vervecken · B.Wellens